# Jesse L. Boyce
Jesse Lawrence Boyce (* 20. Oktober 1881 in Las Vegas, New-Mexico-Territorium; † 8. November 1961 in Williams, Arizona) war ein US-amerikanischer Politiker (Demokratische Partei).

## Werdegang
Jesse Lawrence Boyce, Sohn von Martha Murray und Cormick E. Boyce, wurde 1881 im San Miguel County (New-Mexico-Territorium) geboren. Die Familie Boyce zog dann 1882 in das Arizona-Territorium und ließ sich dort in Williams (Coconino County) nieder. Sein Vater wurde im Laufe der Zeit ein erfolgreicher Händler und nahm auch eine aktive Rolle in der Politik ein. Währenddessen besuchte Jesse die ansässige Schule. Unter seinen Lehrern waren der spätere beisitzende Richter am Arizona Supreme Court Henry D. Ross und der frühere Secretary vom Arizona-Territorium George U. Young, unter welchen er im Alter von 12 Jahren graduierte. Danach ging er ein Jahr lang auf das St. Michael’s College in Santa Fe (New-Mexico-Territorium). Jesse arbeitete dann für eine Weile in Sägewerken. Im Alter von 15 Jahren war er als Rindertreiber tätig. Er besuchte später das St. Vincent’s College in Los Angeles (Kalifornien), wo er im Juni 1900 mit einem Handelsschulabschluss graduierte und 1903 mit einem Bachelor of Science. Ihm wurde eine Auszeichnung für den höchsten Notendurchschnitt in der Klasse verliehen. Außerdem war er der Zweitbeste in Gestaltung und Rhetorik. Während seiner Studienzeit nahm er eine führende Rolle in allen dramatischen Aufführungen ein. Dabei hatte er häufig die Hauptrollen. Er spielte drei Seasons lang im Football Team. Nach seinem Abschluss ging er dem Aktienhandel nach und betrieb ein Jahr lang Westernreiten. Dann zog er in die Holzfällerlager in Nordarizona, wo er die nächsten 2 Jahre verbrachte.
Boyce verfolgte auch eine politische Laufbahn. 1906 kandidierte er als Demokrat für den Posten des Recorders vom Coconino County gegen einen Republikaner, welcher den Posten sechs Jahre lang innehatte. Er gewann mit einer Mehrheit von 150 Stimmen. Seine Wiederwahl errang er mit einer Mehrheit von 350 Stimmen. Jesse hielt den Posten bis Arizona ein Bundesstaat wurde. Anfang 1907 zog er nach Flagstaff (Coconino County). Dort heiratete er im Juni 1907 Miss Mavie Patterson. Auf die Empfehlung von Gouverneur George W. P. Hunt hin wurde Boyce am 18. Mai 1912 zum Secretary von der State Tax Commission und dem Board of Equalization ernannt. Jesse hielt den Posten bis nach seiner Wahl im Jahr 1916 zum State Auditor von Arizona. 1918 erfolgte seine Wiederwahl. Jesse bekleidete den Posten von 1917 bis 1921. Von 1947 bis 1950 saß er dann im Repräsentantenhaus von Arizona.
Er war Mitglied der Kolumbusritter, des Da Silva Councils 1229 und der Benevolent and Protective Order of Elks Loge Nr. 499 in Flagstaff.